# Арвида Бистрем
Арвида Бистрем (швед. Arvida Byström; Стокхолм, 4. октобар 1991) је шведска уметница, која је углавном позната као фотограф и модел, али се такође бави музиком. Седиште јој је у Лос Анђелесу, Лондону и Стокхолму. Сарађује са многим часописима и брендовима попут Нести гал, Monki, Wonderland Magazine, Lula Magazine, Vice, Rookie, Garage Magazine, Baby Baby Baby magazine и I heart magazine.

## Биографија
Рођена је 4. октобра 1991. у Стокхолму. Почела је да слика са дванаест година дигиталним фото-апаратом и направила је пуно селфија са циљем да сазна истину о томе како се свет види. Првобитно инспирисана Тамблером, почела је да објављује слике преко рачунара и да учествује у заједници уметника који се залажу за родну равноправност, користећи такозвану женску естетику. Бистрем је такође сликала мотиве везане за период у Биће крви, објављеној у Vice, 17. маја 2012.
Преселила се у Лондон како би постигла независност. Направила је своју прву серију за Monki и створила сопствени галеријски простор, GAL, са колегиницом фотографкињом и пријатељицом Ханом Антонсон. Бистром се и даље позиционирала као део популарне културе него света уметности.
Као члан женског колектива The Ardorous, представила је неке од својих фотографија у Babe, књизи објављеној у мају 2015. године, укључујући и рад још тридесет женских уметника, селекција Петре Колинс.
Исте године, учествовала је на изложби Girls At Night On The Internet, чији је кустос била Грејс Мичели, заједно са уметницима као што су Колинс, Моли Сода и Меги Дунлап. Емисија се бавила представљањем младих уметника у свету уметности и представила је њихов рад.
Учествујући у стварању мрежне културе која за циљ има поновно откривање телесних норми и самооснаживање, Бистром је са уметницом Мајом Малоу Лисе створила перформанс Selfie Stick Aerobics, туторијал чији је циљ да научи учеснике како да праве квалитетне селфије. У октобру 2015. године Бистром и Лисе су објавиле видео о овом наступу на YouTube.
Бистром истражује само-идентитет квир жене. Са уметницом Моли Сода је саставила књигу Pics or It Didn’t Happen: Images Banned From Instagram о цензури Инстаграма, објављену у марту 2017. године.